# Église Notre-Dame-de-la-Visitation de Lescure
Pour les articles homonymes, voir Église Notre-Dame-de-la-Visitation.
L'église Notre-Dame-de-la-Visitation est une église française de style néogothique située dans le village de Lescure, sur la commune de Valuéjols, dans le département du Cantal, en France. C'est un lieu de pèlerinage dédié à la Vierge Marie.

## Origine du pèlerinage
C'est un certain Jean Paillé qui est à l'origine du pèlerinage. Il est né en 1703 au Chambon de Paulhac dans une famille nombreuse de meuniers. En 1717, il exerçait l'activité de berger au village de Lescure et était connu pour sa grande piété. Le 2 juillet 1717, il vit la vierge lui apparaitre au lieu-dit « le Peuch Besse » et entendit celle-ci lui parler. Elle lui aurait demandé de creuser à ses pieds pour y trouver son image et de faire bâtir une chapelle à sa gloire. En creusant près d’une croix de pierre, il trouva une statuette en bois à l’effigie de la vierge. Les jours suivants, il affirma voir à nouveau la vierge lui apparaitre. Il révéla son aventure aux habitants du village qui ne le crurent pas ; il construisit alors un oratoire en pierres sèche où il allait prier. Après plusieurs évènements considérés comme miraculeux, les habitants finirent par être convaincus de la sincérité du berger.

## Histoire du sanctuaire
En 1723, les habitants du village construisent une petite chapelle sur le lieu du miracle. Dans le calendrier chrétien l’apparition a eu lieu le jour de la visitation, c’est pour cette raison que le sanctuaire reçoit le nom de « Notre Dame de la Visitation ».
Le sanctuaire est béni par le grand vicaire de l’évêque de Saint-Flour en 1725. En 1727, la chapelle reçoit sa première cloche. Jean Paillé se fait émanciper pour pouvoir acheter du terrain dans le but d’agrandir l’édifice. La nef et l’autel sont ensuite construits et un retable puis des confessionnaux sont installés. En 1773, un clocher est élevé muni de deux cloches puis une tribune est ajoutée.
En 1790, l’église est mise en vente. Un certain Jean Roussilhes de La Malvieille l’achète pour 1260 livres. Les révolutionnaires tentent de confisquer les deux cloches mais les femmes de La Malvieille réussissent à faire enfuir le déménageur en l’assaillant à coup de pierres. Les cloches sont alors cachées ; une habitante du village, la mère Marty, emporte la statuette dans son tablier. Elle sera ensuite réinstallée dans le sanctuaire une fois la colère révolutionnaire passée.

## Description

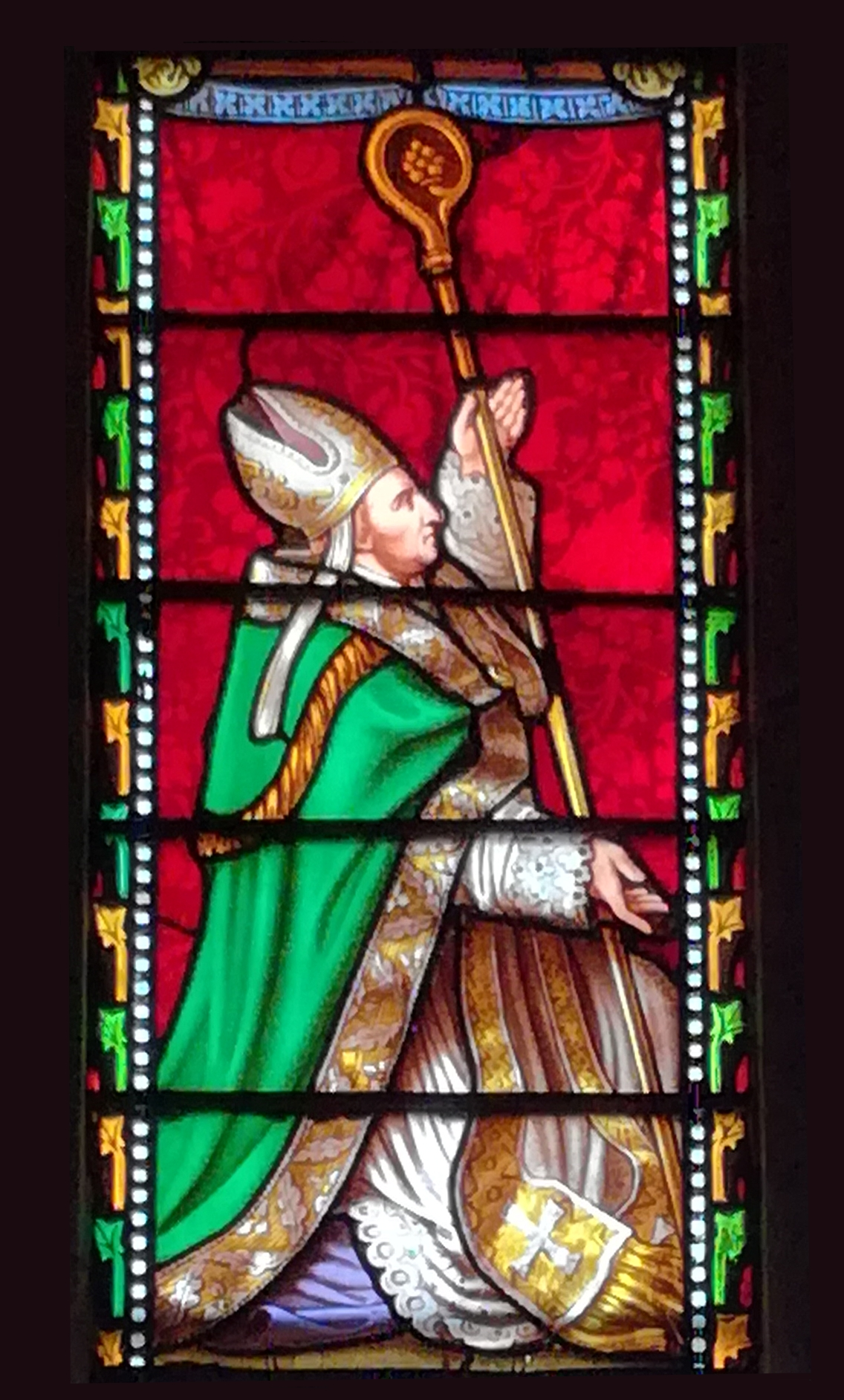
Détail d'un vitrail de l'église représentant Mgr de Pompignac consacrant le sanctuaire.